# Galat de octil
Galatul de octil este un compus organic, fiind esterul acidului galic cu 1-octanolul. Este utilizat ca antioxidant în alimente, pentru a preveni reacțiile de oxidare. Ca aditiv alimentar, are numărul E E311.